# Gallé László
Gallé László (Szeged, 1942. november 18. –) Széchenyi-díjas biológus, egyetemi tanár. A Szegedi Tudományegyetem Ökológia tanszékének tanára. Nős, két gyermek édesapja.

## Életútja

### Tanulmányai
Tanulmányait Szegeden, a Juhász Gyula Általános Iskolában kezdte, majd 1961-ben Ságvári Endre Gyakorló Gimnáziumban érettségi vizsgát tett. Nagy hatással volt rá biológus édesapja, de pályaválasztását elsősorban saját érdeklődése határozta meg. Már gyermekkorában eldöntötte, hogy biológusnak tanul. 1966-ban a József Attila Tudományegyetemen biológia-kémia szakos középiskolai tanári diplomát szerzett. Egy év múlva doktorrá avatták, (disszertációjának címe: Tisza-völgyi Formicoidea tanulmányok). 1977-ben középfokú angol nyelvvizsgát tett. 1981-ben a biológia tudományok kandidátusa, (disszertációjának címe: Formicoidea populációk denzitása és produktivitása gyepcönózisokban). 1997-ben a biológiai tudományok doktorává avatták (disszertációjának címe: Formicoidea közösségek szerveződése), majd ugyanebben az évben habilitált (előadás címe: Populációk közötti kompetíció) 1997 és 2000 között Széchenyi Professzori Ösztöndíjban részesült. 

#### Tanulmányutak és ösztöndíjak
Lengyelország (1972, 1980, 1983, 1987), Finnország (1982, 1986, 1991), Csehszlovákia (1983), Jugoszlávia (1981, 1983), Németország (1986, 1988, 1989), Oroszország (2006, 2008), Törökország (1990), Anglia (1990), Spanyolország (1992, 1998), Belgium (1994), Szlovénia (1996), Románia (1997, 1998, 1999, 2000, 2001).

### Oktatói tevékenysége
1966–1970 között a 600 sz. Móra Ferenc Ipari Szakmunkásképző Intézet és Mezőgazdasági Gépszerelő Szakközépiskola tanára volt, majd a Tisza-parti Gimnázium és Vízügyi Szakközépiskolában tanított. 1971-től a József Attila Tudományegyetem Állattani Tanszékén, tanársegédként állt alkalmazásban. 1975-ben adjunktusi, 1982-ben egyetemi docensi kinevezést kapott. Ezt követően először tanszékvezető docensként, majd 1997-től tanszékvezető egyetemi tanárként irányította a József Attila Tudományegyetem (később Szegedi Tudományegyetem) Ökológiai Tanszékének munkáját.
1982-től, közel húsz évig volt a Természettudományi Kari Tanács tagja. 1990 és 1992 között az Egyetemi Tanács tagjaként vállalt aktív szerepet az intézmény életében. 1991-ben a Természettudományi Kar dékánhelyettese, 2001-ben pedig az SZTE Környezettudományi Intézet vezetője volt. 2011-ben hallgatói neki ítélték az Aranykréta-díjat, a legnépszerűbb egyetemi oktató elismeréseként (Szegedi Tudományegyetem TTIK Hallgatói Önkormányzata).

#### Oktatási területei
Állatrendszertan gyakorlatok (1971–1978), Általános szünbiológia (1984–), Etológia (1985–1987), Természetvédelmi biológia (1989–1993), Állatökológia (1972–1988), Ökológia (1990–), Szünzoológia előadások (1988–) és a Szünbiológia alapjai előadások (1988–94), Populációbiológia, Elemi interakciók, Közösségi ökológia és Általános mürmekológia PhD kurzusok és ökológiai terepgyakorlatok (1992–) tartása.

#### Külföldi szemináriumok
Külföldi egyetemeken 18 alkalommal tartott szemináriumot, Belgiumban, Finnországban, Jugoszláviában, Lengyelországban, Németországban, Romániában. Spanyolországban volt vendégtanár. 2003-tól minden őszi félévben, közel tíz évig a kolozsvári egyetemen vendégprofesszorként tart előadásokat.

## Tudományos munkássága
Aktívan részt vesz a hazai tudományos és szakmai-társadalmi szervezőmunkában. Tagja volt vagy ma is tagja a Magyar Tudományos Akadémia számos bizottságának, a Zoológiai Bizottságnak, az Ökológiai Bizottságnak, a Populációbiológiai és Evolúciós Bizottságnak, Természetvédelmi és Konzervációbiológiai Bizottságnak és a Környezettudományi Bizottságnak, valamint a Tudományetikai Közgyűlési Bizottságának.
Több akadémiai tisztséget töltött be pályafutása során. Az Ökológiai Bizottságnak először titkára (1988–1993), majd elnöke lett (1993–2002), a Biológiai Tudományok Osztályának tanácskozási tagja (1993–2008), a Biológiai Tudományok Osztálya közgyűlési küldöttje volt (1993–1999), és a SzAB Ökológiai és Természetvédelmi Munkabizottság elnöki tisztségét is ellátta (1990–2002).
A Magyar Biológiai Társaságban is betöltött különböző funkciókat. A Szegedi csoport titkára (1979–1985), később vezetőségi tagja (1986–1990), a Magyar Biológiai Társaság elnökségi tagja (1986–1994), az Állattani Szakosztály vezetőségi tagja (1980–1990, 1998–), az Ökológiai Szakosztály vezetőségi tagja (1980–1990), majd elnöke (1990–94) és ismét vezetőségi tagja volt (1994–1998).
Ez ideig 115 tudományos közlemény és szerkesztett kötet jelent meg tollából vagy közreműködésével. Konferenciakivonatainak és egyéb közleményeinek a száma közel száz. Összesen 1045 alkalommal hivatkoztak könyveire, jegyzeteire vagy cikkeire.

### Kutatási területe
Gyepterületek ökológiájának kutatása, a Bugac Projekt hosszú távú, komplex ökológiai kutatási program szervezése és irányítása, hangyaközösségek szerveződésének, szukcessziójának kutatása Európa különböző homokdűnésein, a hangya populációk kölcsönhatásainak és viselkedési mechanizmusainak, az ökológiai izolátumok természetvédelmi szerepének, a Tisza-völgy ökológiai viszonyainak kutatása, és ökológiai monitorozási tevékenység. 

## Társasági tagságai
A Magyar Madártani és Természetvédelmi Egyesület Szegedi Csoport elnöke (1985–1996). Az Acta Zoologica Hungarica Acad. Sci. Hung. szerkesztőbizottságának tagja (1985–), Tiscia főszerkesztője (1992–), az Acta Biologica Szegediensis szerkesztőbizottsági tagja (1990–), a Természetvédelmi Ökológia PhD program vezetője (1993–), az Országos Természetvédelmi Tudományos Tanács tagja (1995–2000), az UNESCO Ember és Bioszféra (MAB) Nemzeti Bizottság tagja (1993–2000), a MAB Környezettudományi Szakbizottság tagja (1993–2001), a Magyar Ökológusok Tudományos Egyesülete elnöke (1997–2000), alelnöke (2000–2002), az Országos Környezetvédelmi Tanács tagja (2005–2008), a CSEMETE Egyesület elnöke (2007–), a Kiskunsági Nemzeti Park Tanácsának elnöke (2005–2011), az OTKA Élettudományi Kollégium (2006–2008) és a Szupraindividuális Biológia zsűrijének tagja (2009–2013).

### A nemzetközi tudományos (szakmai) életben való részvétele
A British Ecological Society tagja (1990–), a European Centre of Nature Conservation Board tagja (1994–97), a végrehajtó bizottsági titkára (1994–96), a Scientific Council tagja (1996–), a European Ecological Federation Board tagja (1990–1992), alelnöke (1992–95), a Council tagja (1996–2002), a Web Ecology szerkesztőbizottság tagja (1998–2003), a Community Ecology szerkesztőbizottság tagja (1999–2003), a Balkan Academy of Sciences alapító tagja (2001–), az International Union for Study of Social Insects Közép-Európai Szekció tagja (2008–), a Studia Universitatis Babeș-Bolyai, seria Biologia szerkesztőbizottság tagja (2008–).

### Kongresszusi szervezőmunka
Öt magyar Ökológus Kongresszus szervezőbizottságának tagja, egynek elnöke.
Három alkalommal a Szegedi Ökológiai Napok és Tiszakutató Ankét főszervezője.
"Rules and Assembly of Social Insects Communities" nemzetközi szimpózium főszervezője (Szeged, 1992).
A 7. Európai Ökológiai Kongresszus szervezőbizottságának elnöke (Budapest, 1995).
Ökotechnikai nemzetközi szeminárium elnöke (Szeged, 1998).
Közép-európai mürmekológiai szimpózium elnöke (2007).
Számos konferencián, kongresszuson vett részt, külföldön hét alkalommal meghívott előadó és többször szekcióelnök.

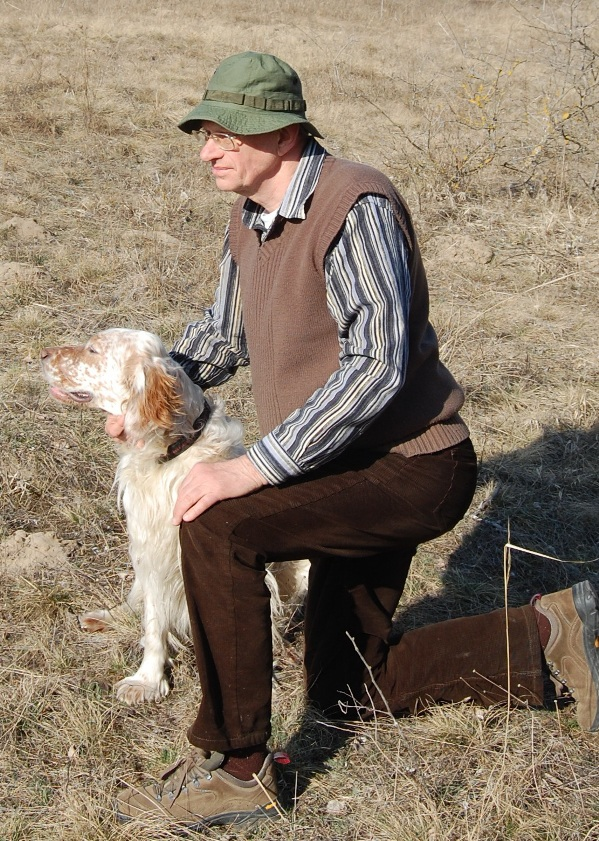
Gallé László 2012-ben

## Kitüntetései, díjai
- Kiváló Munkáért (Művelődési Minisztérium)
- Gorka-díj (Magyar Biológiai Társaság)
- Az Emberi Környezetért (Környezetvédelmi és Vízgazdálkodási Minisztérium)
- Akadémiai Díj (1990) (Magyar Tudományos Akadémia)
- Pro Natura (1992) (Környezetvédelmi és Településfejlesztési Minisztérium)
- Magyar Ökológiáért (Magyar Ökológusok Tudományos Egyesülete)
- Szegedért emlékérem (Szeged Önkormányzata)
- Szentágothai-díj (Magyar Tudományos Akadémia)
- Magyar Köztársasági Érdemrend lovagkeresztje (Magyar Köztársaság elnöke)
- Juhász-Nagy Pál Érem (Természet és Környezetvédő tanárok Egyesülete)
- Herman Ottó Díj (Magyar Biológiai Társaság)
- Széchenyi-díj (2007) (Magyar Köztársaság elnöke)[7]
- Aranykréta-díj (Szegedi Tudományegyetem TTIK Hallgatói Önkormányzata)
- Ságvári Emlékérem (2010) (SZTE Ságvári Endre Gimnázium)
- Pedagógus Szolgálati Emlékérem (2012) (Szegedi Tudományegyetem)
- Eötvös József-koszorú (2014) (Magyar Tudományos Akadémia)
- Apáthy Díj (2016) (Babes-Bolyai Tudományegyetem, Kolozsvár)
- Xantus János Díj (2023) (Magyar Természettudományi Társulat)

## Fontosabb publikációk

### Könyvek, könyvfejezetek, egyetemi jegyzetek
- Az állatökológia alapjai (Foundamentals of Animal Ecology). Egyetemi jegyzet. Szeged, 1973. 211 p.
- A rovarok társas viselkedésének formái. In: Vida G. (szerk.) Evolúció III. Natura. Móczár, L., Gallé, L. Budapest, 1983. 152–175. pp.
- Az állattársulások szukcessziójának néhány sajátossága. In: Fekete G. (szerk.): A cönológiai szukcesszió kérdései. Akadémiai Kiadó, Budapest, 1985. 135–162. pp.
- Ökológia. Biológiai alapismeretek VIII. (posztgraduális jegyzet), JATE. Gallé, L., Margóczi, K. Szeged, 1993. 1–45. pp.
- Ökológia II. posztgraduális jegyzet, JATE. Gallé, L., Körmöczi, L. Szeged. 1994.
- Ecotechnie and Sustainable Development, Officina. Susanne, Ch., Gallé, L. (szerk.) Szeged.
- Ekvilibrium és nem-ekvilibrium koegzisztencia életközösségekben. In: Fekete G. (szerk.): A közösségi ökológia frontvonalai. Scientia, Budapest, 1998. 11–33. pp.
- Ecology of River valleys. DE USZ. (szerk.) Szeged, 2000.
- A Tisza-völgy élővilága. In: Teplán, I. (szerk): A Tisza és vízrendszere, II. MTA Társadalomkutató Központ, Budapest, 2003. 13–123. pp.
- Vegetation and Fauna of Tisza River Basin I. Szeged, 2005. VIII+197.
- Természet és tájvédelem. Digitális egyetemi jegyzet. (szerk) Veszprém, 2007.
- Vegetation and Fauna of River Tisza Basin II. Tiscia Monograph Series 8. (szerk.) Szeged, 2008.
- Entomológia: kutatás, szemléletformálás, ismeretterjesztés. SZTE Ökológiai Tanszék. (szerk.) Szeged, 2009. 231 pp.
- Ökológia. Digitális jegyzet. SZTE, Szeged, 2011.[8]
- A szupraindividuális biológia alapjai: Populációk és közösségek ökológiája. JATEPress, Szeged, 2013 403 pp.

### Cikkek
- Gallé, L. (1978): Respiration as one of the manifestations of the group effect in ants. Acta Biol. Szeged, 24, 111–114.
- Gallé, L. (1980): Dispersion of high density ant populations in sandy soil grassland ecosystems.Acta Biol. Szeged, 26, 129–135.
- Gallé, L. (1986): Habitat and niche analysis of grassland ants. Entomologia Generalis, 11, 197–211.
- Gallé, L. (1990): Assembly of sand-dune forest ant communities. Memorabilia Zoologica, 44, 1–6.
- Gallé, L. (1991): Structure and succession of ant assemblages in a north European sand dune area. Ecography, 14, 31–37.
- Gallé, L., Kovács, É., Hevér, A. (1994): Pattern transformation of ant colonies in a succesional sandy grassland. Memorabilia Zool., 48, 81–90.
- Gallé, L., Margóczi, K., Kovács, É., Györffy, Gy., Körmöczi, L., Németh, L. (1995): River valleys: Are they ecological corridors? Tiscia, 29, 53–58.
- Gallé, L., Csõsz, S., Tartally, A., Kovács, É. (1998): A check list of Hungarian ants. Folia ent. hung., 59, 213–220.
- Gallé, L., Körmöczi, L., Hornung, E., Kerekes, J. (1998): Structure of ant assemblages in a Middle-European successional sand-dune area. Tiscia, 31, 19–28.
- Markó B., Kiss, K. & Gallé, L. (2004): Mosaic structure of ant communities (Hymenoptera: Formicidae) in eastern carpathian marshes: regional versus local scale. Acta Zool. Acad. Sci. Hung., 50, 77–95.
- Markó B., Sipos B., Csősz S., Kiss K., Boros I., Gallé L. (2006): A comprehensive list of the ants of Romania (Hymenoptera: Formicidae). Myrmecological News, 9. 65–76.
- Csősz, S., Markó, B., Gallé, L., (2011): The myrmecofauna (Hymenoptera: Formicidae) of Hungary: an updated checklist. North-Western Journal of Zoology, 7, 55–62. [5]
- Gallé, L., Kanizsai, O., Maák, I., Lőrinczi, G. (2014): Close nesting association of two ant species in artificial shelters: results from a long-term experiment. Acta Zool. Acad. Sci. Hung. 50, 359-370.
- Gallé, L. (2017): Climate change impoverishes and homogenizes ants’ community structure: a long term study. Community Ecology, 18, 128-136.